# Česko na Letních olympijských hrách 2008
Česko na Letních olympijských hrách v roce 2008 v Pekingu reprezentovalo 134 sportovců ve 29 disciplínách.
- Nejmladší účastník ČR: Kristýna Palešová (17 let, 170 dní)
- Nejstarší účastník ČR: Miroslav Varga (47 let, 329 dní)

V pořadí národů se Česko umístilo ziskem 3 zlatých a 3 stříbrných medailí na 24. místě. Slovensko, druhý nástupnický stát Československa, obsadilo 26. místo. V roce 2017 byla přidělena bronzová medaile zápasníkovi Markovi Švecovi, díky dopingu Aseta Mambetova z Kazachstánu. 

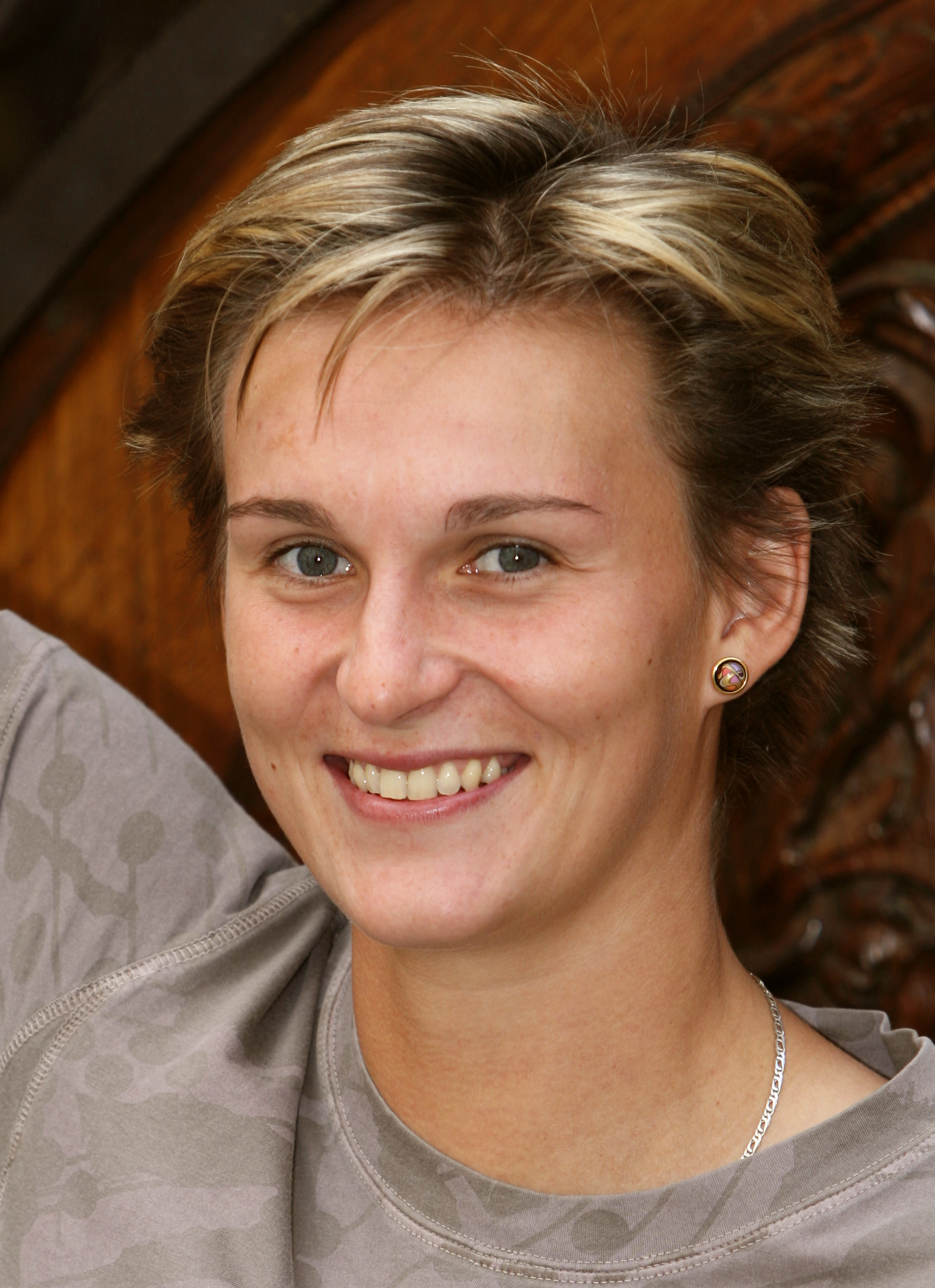
Olympijská vítězka v hodu oštěpem Barbora Špotáková

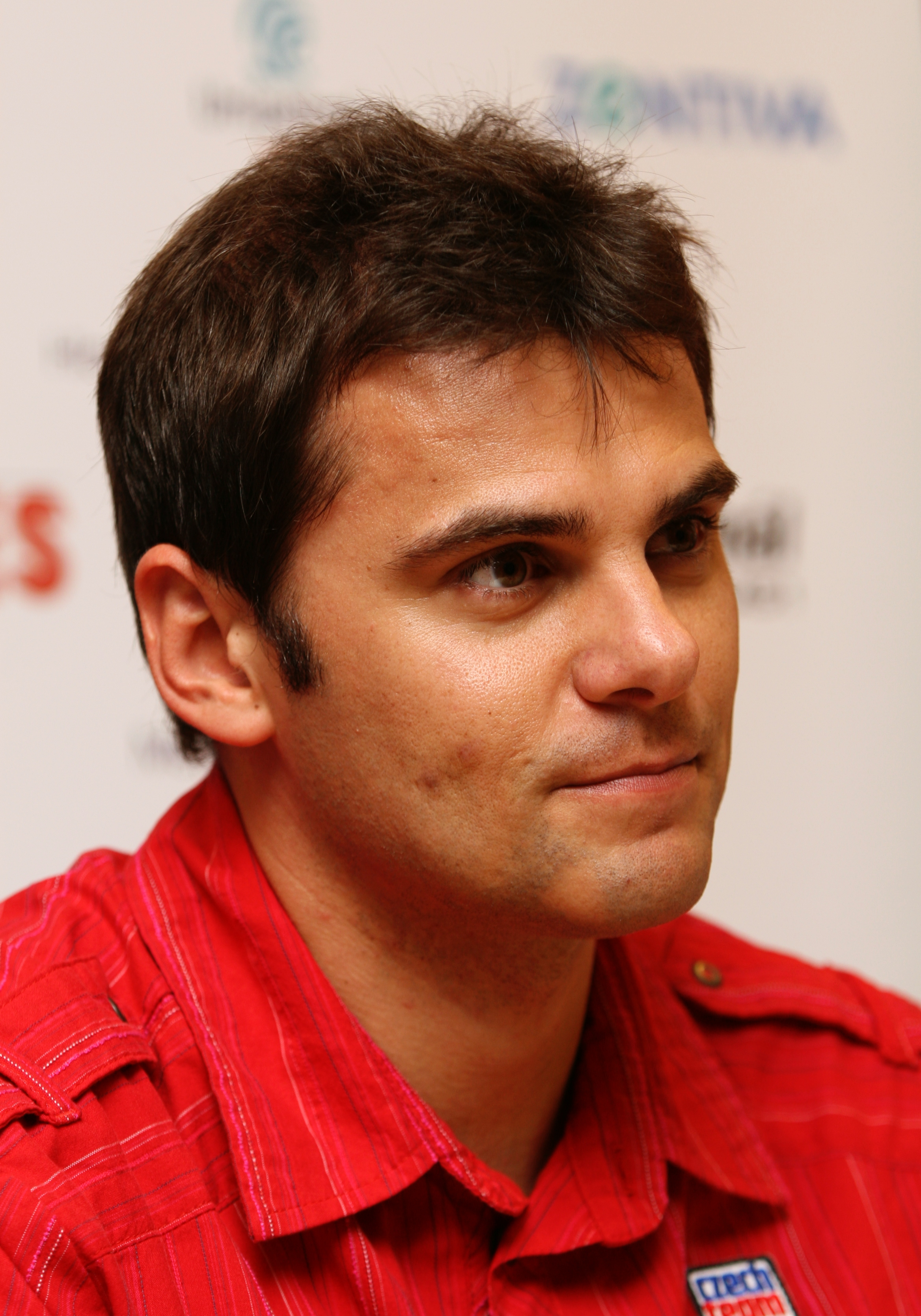
Olympijský vítěz v trapu David Kostelecký.

## Medailové pozice
| Medaile | Jméno                         | Sport             | Disciplína                              |
| ------- | ----------------------------- | ----------------- | --------------------------------------- |
| Zlato   | Kateřina Emmons               | Sportovní střelba | Ženy Vzduchová puška na 10 m            |
| Zlato   | David Kostelecký              | Sportovní střelba | Muži Trap                               |
| Zlato   | Barbora Špotáková             | Atletika          | ženy hod oštěpem                        |
| Stříbro | Kateřina Emmons               | Sportovní střelba | Ženy Malorážka na 50 m – polohový závod |
| Stříbro | Ondřej Štěpánek Jaroslav Volf | Kanoistika        | Muži C2 vodní slalom                    |
| Stříbro | Ondřej Synek                  | Veslování         | Muži Skif                               |
| Bronz   | Marek Švec                    | Zápas             | Muži do 96 kg                           |

## Seznam všech zúčastněných sportovců
| Číslo | Jméno                 | Pohlaví | Věk | Sport                                    |
| ----- | --------------------- | ------- | --- | ---------------------------------------- |
| 1     | Jiří Vojtík           | Muž     | 27  | Atletika                                 |
| 2     | Vítězslav Veselý      | Muž     | 25  | Atletika                                 |
| 3     | Petr Svoboda          | Muž     | 23  | Atletika                                 |
| 4     | Iva Straková          | Žena    | 28  | Atletika                                 |
| 5     | Petr Stehlík          | Muž     | 31  | Atletika                                 |
| 6     | Lucie Škrobáková      | Žena    | 26  | Atletika                                 |
| 7     | Martina Šestáková     | Žena    | 29  | Atletika                                 |
| 8     | Roman Šebrle          | Muž     | 33  | Atletika                                 |
| 9     | Zuzana Schindlerová   | Žena    | 21  | Atletika                                 |
| 10    | Denisa Ščerbová       | Žena    | 21  | Atletika                                 |
| 11    | Stanislav Sajdok      | Muž     | 25  | Atletika                                 |
| 12    | Věra Pospíšilová      | Žena    | 29  | Atletika                                 |
| 13    | Roman Novotný         | Muž     | 22  | Atletika                                 |
| 14    | Lukáš Milo            | Muž     | 24  | Atletika                                 |
| 15    | Lukáš Melich          | Muž     | 27  | Atletika                                 |
| 16    | Jan Marcell           | Muž     | 23  | Atletika                                 |
| 17    | Lenka Ledvinová       | Žena    | 22  | Atletika                                 |
| 18    | Jan Kudlička          | Muž     | 20  | Atletika                                 |
| 19    | Jarmila Klimešová     | Žena    | 27  | Atletika                                 |
| 20    | Tomáš Janků           | Muž     | 33  | Atletika                                 |
| 21    | Štěpán Janáček        | Muž     | 31  | Atletika                                 |
| 22    | Jakub Holuša          | Muž     | 20  | Atletika                                 |
| 23    | Zuzana Hejnová        | Žena    | 21  | Atletika                                 |
| 24    | Rudolf Götz           | Muž     | 25  | Atletika                                 |
| 25    | Romana Dubnova        | Žena    | 29  | Atletika                                 |
| 26    | Roman Bílek           | Muž     | 40  | Atletika                                 |
| 27    | Kateřina Baďurová     | Žena    | 25  | Atletika                                 |
| 28    | Jaroslav Bába         | Muž     | 23  | Atletika                                 |
| 29    | Barbora Špotáková     | Žena    | 27  | Atletika                                 |
| 30    | Kristína Ludíková     | Žena    | 19  | Badminton                                |
| 31    | Petr Koukal           | Muž     | 22  | Badminton                                |
| 32    | Eva Vítečková         | Žena    | 26  | Basketbal                                |
| 33    | Jana Veselá           | Žena    | 24  | Basketbal                                |
| 34    | Ivana Večeřová        | Žena    | 29  | Basketbal                                |
| 35    | Michaela Uhrová       | Žena    | 26  | Basketbal                                |
| 36    | Miloslava Svobodová   | Žena    | 24  | Basketbal                                |
| 37    | Edita Šujanová        | Žena    | 23  | Basketbal                                |
| 38    | Markéta Mokrošová     | Žena    | 27  | Basketbal                                |
| 39    | Hana Machová          | Žena    | 28  | Basketbal                                |
| 40    | Petra Kulichová       | Žena    | 23  | Basketbal                                |
| 41    | Romana Hejdová        | Žena    | 20  | Basketbal                                |
| 42    | Michala Hartigová     | Žena    | 24  | Basketbal                                |
| 43    | Kateřina Elhotová     | Žena    | 18  | Basketbal                                |
| 44    | Pavel Petříkov        | Muž     | 22  | Judo                                     |
| 45    | Jaromír Ježek         | Muž     | 21  | Judo                                     |
| 46    | Jaroslav Hatla        | Muž     | 35  | Jezdectví Soutěž všestranné způsobilosti |
| 47    | Kristýna Palešová     | Žena    | 17  | Sportovní gymnastika                     |
| 48    | Martin Konečný        | Muž     | 24  | Sportovní gymnastika                     |
| 49    | Denis Špička          | Muž     | 19  | Cyklistika                               |
| 50    | Adam Ptáčník          | Muž     | 22  | Cyklistika                               |
| 51    | Michal Prokop         | Muž     | 27  | Cyklistika                               |
| 52    | Jaroslav Kulhavý      | Muž     | 23  | Cyklistika                               |
| 53    | Roman Kreuziger       | Muž     | 22  | Cyklistika                               |
| 54    | Lada Kozlíková        | Žena    | 28  | Cyklistika                               |
| 55    | Alois Kaňkovský       | Muž     | 25  | Cyklistika                               |
| 56    | Milan Kadlec          | Muž     | 33  | Cyklistika                               |
| 57    | Tereza Huříková       | Žena    | 21  | Cyklistika                               |
| 58    | Jana Horáková         | Žena    | 24  | Cyklistika                               |
| 59    | Petr Benčík           | Muž     | 32  | Cyklistika                               |
| 60    | Tomáš Bábek           | Muž     | 21  | Cyklistika                               |
| 61    | Michala Mrůzková      | Žena    | 28  | Kanoistika (rychlostní)                  |
| 62    | Stanislav Ježek       | Muž     | 31  | Kanoistika (slalom)                      |
| 63    | Vavřinec Hradilek     | Muž     | 21  | Kanoistika (slalom)                      |
| 64    | Štěpánka Hilgertová   | Žena    | 40  | Kanoistika (slalom)                      |
| 65    | Jana Blahová          | Žena    | 23  | Kanoistika (rychlostní)                  |
| 66    | Jaroslav Volf         | Muž     | 28  | Kanoistika (slalom)                      |
| 67    | Ondřej Štěpánek       | Muž     | 28  | Kanoistika (slalom)                      |
| 68    | Barbora Horáčková     | Žena    | 39  | Lukostřelba                              |
| 69    | Martin Bulíř          | Muž     | 39  | Lukostřelba                              |
| 70    | David Svoboda         | Muž     | 23  | Moderní pětiboj                          |
| 71    | Michal Michalík       | Muž     | 28  | Moderní pětiboj                          |
| 72    | Lucie Grolichová      | Žena    | 30  | Moderní pětiboj                          |
| 73    | Martin Trčka          | Muž     | 31  | Jachting                                 |
| 74    | Lenka Šmídová         | Žena    | 33  | Jachting                                 |
| 75    | Lenka Mrzilková       | Žena    | 20  | Jachting                                 |
| 76    | Michal Maier          | Muž     | 44  | Jachting                                 |
| 77    | Rostislav Vítek       | Muž     | 32  | Plavání                                  |
| 78    | Martin Verner         | Muž     | 28  | Plavání                                  |
| 79    | Květoslav Svoboda     | Muž     | 25  | Plavání                                  |
| 80    | Michal Rubáček        | Muž     | 21  | Plavání                                  |
| 81    | Jana Pechanová        | Žena    | 27  | Plavání                                  |
| 82    | Jana Klusáčková       | Žena    | 30  | Plavání                                  |
| 83    | Petra Klosová         | Žena    | 22  | Plavání                                  |
| 84    | Sandra Kazíková       | Žena    | 32  | Plavání                                  |
| 85    | Jiří Jedlička         | Muž     | 21  | Plavání                                  |
| 86    | Tomáš Fučík           | Muž     | 23  | Plavání                                  |
| 87    | Petr Korbel           | Muž     | 37  | Stolní tenis                             |
| 88    | Dana Hadačová         | Žena    | 24  | Stolní tenis                             |
| 89    | Miroslav Varga        | Muž     | 47  | Sportovní střelba                        |
| 90    | Martin Tenk           | Muž     | 36  | Sportovní střelba                        |
| 91    | Adéla Sýkorová        | Žena    | 21  | Sportovní střelba                        |
| 92    | Jan Sychra            | Muž     | 39  | Sportovní střelba                        |
| 93    | Martin Strnad         | Muž     | 34  | Sportovní střelba                        |
| 94    | Martin Pohráský       | Muž     | 24  | Sportovní střelba                        |
| 95    | Michaela Musilová     | Žena    | 18  | Sportovní střelba                        |
| 96    | Pavla Kalná           | Žena    | 25  | Sportovní střelba                        |
| 97    | Tomáš Jeřábek         | Muž     | 35  | Sportovní střelba                        |
| 98    | Lenka Hyková          | Žena    | 23  | Sportovní střelba                        |
| 99    | Václav Haman          | Muž     | 22  | Sportovní střelba                        |
| 100   | David Kostelecký      | Muž     | 33  | Sportovní střelba                        |
| 101   | Kateřina Emmons       | Žena    | 24  | Sportovní střelba                        |
| 102   | Alžběta Dufková       | Žena    | 18  | Synchronizované plavání                  |
| 103   | Soňa Bernardová       | Žena    | 32  | Synchronizované plavání                  |
| 104   | Pavel Vízner          | Muž     | 38  | Tenis                                    |
| 105   | Jiří Vaněk            | Muž     | 30  | Tenis                                    |
| 106   | Nicole Vaidišová      | Žena    | 19  | Tenis                                    |
| 107   | Radek Štěpánek        | Muž     | 29  | Tenis                                    |
| 108   | Lucie Šafářová        | Žena    | 21  | Tenis                                    |
| 109   | Ivo Minář             | Muž     | 24  | Tenis                                    |
| 110   | Petra Kvitová         | Žena    | 18  | Tenis                                    |
| 111   | Klára Koukalová       | Žena    | 26  | Tenis                                    |
| 112   | Martin Damm           | Muž     | 36  | Tenis                                    |
| 113   | Tomáš Berdych         | Muž     | 22  | Tenis                                    |
| 114   | Iveta Benešová        | Žena    | 25  | Tenis                                    |
| 115   | Lenka Popkin          | Žena    | 30  | Skoky na trampolině                      |
| 116   | Lenka Radová-Zemanová | Žena    | 28  | Triatlon                                 |
| 117   | Filip Ospalý          | Muž     | 32  | Triatlon                                 |
| 118   | Vendula Frintová      | Žena    | 24  | Triatlon                                 |
| 119   | Petr Vitásek          | Muž     | 27  | Veslování                                |
| 120   | Gabriela Vařeková     | Žena    | 21  | Veslování                                |
| 121   | Karel Neffe, Jr.      | Muž     | 23  | Veslování                                |
| 122   | Jakub Makovička       | Muž     | 27  | Veslování                                |
| 123   | Miroslava Knapková    | Žena    | 27  | Veslování                                |
| 124   | David Jirka           | Muž     | 26  | Veslování                                |
| 125   | Michal Horváth        | Muž     | 21  | Veslování                                |
| 126   | Jakub Hanák           | Muž     | 25  | Veslování                                |
| 127   | Jan Gruber            | Muž     | 24  | Veslování                                |
| 128   | Milan Doleček ml.     | Muž     | 26  | Veslování                                |
| 129   | Václav Chalupa        | Muž     | 40  | Veslování                                |
| 130   | Milan Bruncvík        | Muž     | 24  | Veslování                                |
| 131   | Jitka Antošová        | Žena    | 21  | Veslování                                |
| 132   | Ondřej Synek          | Muž     | 25  | Veslování                                |
| 133   | Libor Walzer          | Muž     | 32  | Vzpírání                                 |
| 134   | Marek Švec            | Muž     | 35  | Zápas                                    |